# Morcheeba

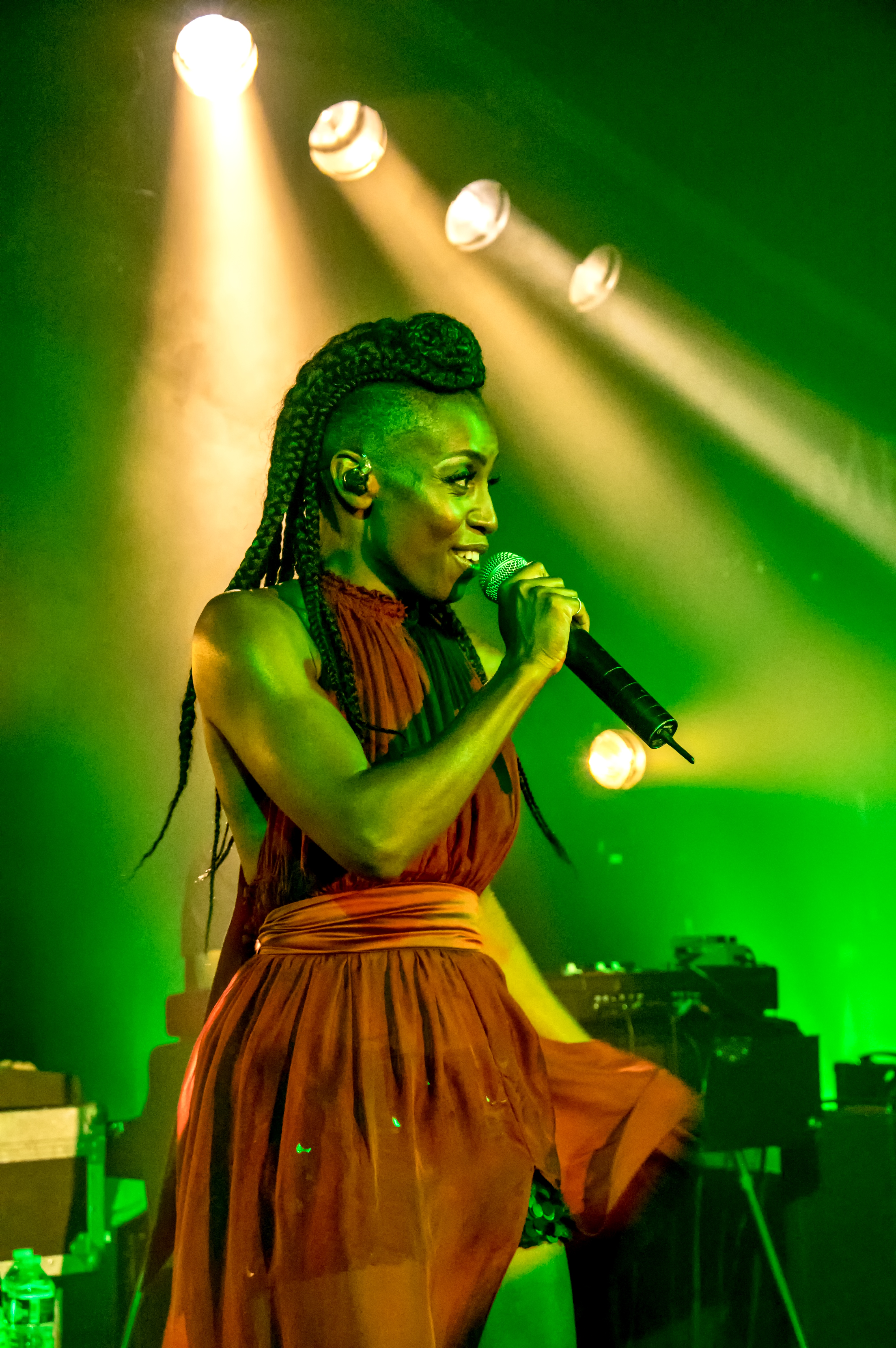
Morcheeba på Tält Music Festival 2018 i Freiburg Tyskland

Morcheeba är en trio grundad i London i England. Trion skapades under mitten av 1990-talet när bröderna Paul Godfrey och Ross Godfrey rekryterade Skye Edwards som sångare i gruppen.

## Diskografi

### Studioalbum
- 1996 – Who Can You Trust?
- 1998 – Big Calm
- 2000 – Fragments of Freedom
- 2002 – Charango
- 2005 – The Antidote
- 2008 – Dive Deep
- 2010 – Blood Like Lemonade
- 2013 – Head Up High
- 2018 – Blaze Away
- 2021 – Blackest Blue